# Anthrax inaquosus
Anthrax inaquosus är en tvåvingeart som beskrevs av Martson 1970. Anthrax inaquosus ingår i släktet Anthrax och familjen svävflugor. Inga underarter finns listade i Catalogue of Life.